# Canton d'Argenteuil-Ouest
Le canton d'Argenteuil-Ouest est une ancienne division administrative française située dans le département du Val-d'Oise et la région Île-de-France.

## Histoire
Canton créé en 1985 (décret du 31 janvier 1985), en divisant le Canton de Bezons et le Canton d'Argenteuil-Nord.

## Composition
Le canton d'Argenteuil-Ouest recouvrait l'ouest de la  commune d' Argenteuil. Les 2 autres cantons divisant Argenteuil étaient le canton d'Argenteuil-Est et le canton d'Argenteuil-Nord. 

## Administration
| Période | Période | Identité       | Étiquette                   | Qualité                                                                                    |
| ------- | ------- | -------------- | --------------------------- | ------------------------------------------------------------------------------------------ |
| 1985    | 1998    | Roger Ouvrard  | PCF                         | Ancien ajusteur Adjoint au maire d'Argenteuil puis maire (1995-2001)                       |
| 1998    | 2011    | Alain Leikine  | PS (exclu en 2010) puis PRG | Adjoint au maire d'Argenteuil (1989-1992) et (1995-2001) Vice-Président du Conseil Général |
| 2011    | 2015    | Xavier Péricat | UMP                         | Comptable Conseiller municipal d'Argenteuil puis premier adjoint au maire depuis 2014      |

## Démographie
| 1990   | 1999   | 2006   | 2011   | 2012   |
| ------ | ------ | ------ | ------ | ------ |
| 33 620 | 34 532 | 37 843 | 37 883 | 38 503 |